# Hans Musäus (Schauspieler, 1910)
Hans Musäus (* 28. November 1910 in Bielefeld; † 9. Juli 1981 in München) war ein deutscher Schauspieler.

## Leben und Wirken
Musäus, der aus einer Künstlerfamilie stammte, verbrachte seine Kindheit in Hamburg und erhielt dort auch seine künstlerische Ausbildung. Zum Theater stieß er 1929. Zu seinen frühen Bühnenstationen gehörten Neuss, Frankfurt an der Oder und Schneidemühl. Am Theater der letztgenannten Stadt lernte er seine spätere Ehefrau, die Schauspielerin Maria Singer, kennen. Seine ersten wichtigen Erfahrungen sammelte er, aus Memel kommend, ab der zweiten Hälfte der 30er Jahre in Königsberg, wo man ihn im Fach des Charakterhelden einsetzte. Gelegentlich ließ man ihn dort bis Kriegsbeginn 1939 auch Regie führen. Obwohl im Zweiten Weltkrieg eingezogen, blieb Musäus den Städtischen Bühnen der ostpreußischen Landeshauptstadt bis 1945 nominell verbunden.
Als Soldat war Musäus auf dem Balkan stationiert und geriet bei Kriegsende in jugoslawische Gefangenschaft. Nach seiner Entlassung vier Jahre später folgte der Bielefelder 1950 einem Ruf ans Tiroler Landestheater in Innsbruck. Nach drei Jahren wechselte er 1953 nach Tübingen. Dort spielte er tragende Rollen als Des Teufels General, als Quilling in Sturm im Wasserglas, als Kreon in König Ödipus, als Proctor in Hexenjagd, als Capulet in Romeo und Julia, als Blakely in Meuterei auf der Caine und als Alba in Don Carlos.
Seit den 1960er Jahren wirkte Hans Musäus an Theatern in Essen, Kassel, Braunschweig, Frankfurt am Main und München. In der bayerischen Landeshauptstadt gehörte er von 1966 bis 1979 den Kammerspielen an. „Er war ein eindringlicher Charakterspieler, verlieh jeder Rolle ein unverwechselbares Gesicht“, wie es in einem Nachruf hieß. In seinen späten Jahren spielte Musäus unter Hans Schweikart, Benno Besson, Ernst Wendt, Dieter Dorn und George Tabori.
Seit Mitte der 1960er Jahre begann das Fernsehen große Bedeutung in der Karriere Musäus’ zu gewinnen. Bis kurz vor seinem Tode war er in einer Fülle von Charakterrollen zu sehen gewesen. Große Popularität brachte ihm 1970 die Hauptrolle des Kapitän Harmsen in der gleichnamigen ZDF-Serie ein. Den titelgebenden Schiffsführer Wilhelm Harmsen legte der stämmige, bullige Künstler als kantig-knorrigen Seebären aus ganzem Schrot und Korn an.
Musäus hatte in seinen frühen Bühnenstationen (Königsberg, Salzburg, Innsbruck) auch immer mal wieder für den dortigen Rundfunk gearbeitet. Seine Kinofilmauftritte besaßen hingegen Seltenheitswert.
Hans Musäus war der Vater vom deutsch-österreichischen Schauspieler und Synchronsprecher Peter Musäus. Im Juli 1981 starb er im Alter von 70 Jahren in München.

## Filmografie
Fernsehfilme, wenn nicht anders angegeben
- 1964: An der schönen blauen Donau
- 1965: Ein Anruf für Mister Clark
- 1965: Brooklyn-Ballade
- 1965: Ein Wintermärchen
- 1966: Hafenpolizei (eine Folge)
- 1966: Kommissar Freytag (eine Folge)
- 1966: Die Liebenden von Florenz
- 1967: Das Kriminalmuseum (zwei Folgen)
- 1967: Das Attentat – Schleicher: General der letzten Stunde
- 1968: Kraft des Gesetzes
- 1968: Schinderhannes
- 1968: Ein Abschiedbrief
- 1969: Ende eines Leichtgewichts
- 1969: Das Trauerspiel von Julius Caesar
- 1969: Mond über dem Fluß
- 1969: Nachrichten aus der Provinz
- 1969–1970: Kapitän Harmsen (Serie, Titelrolle)
- 1972: Der Datterich
- 1972: Der Mann auf meinem Rücken
- 1973: Macbett
- 1973: Hau drauf, Kleiner (Kinofilm)
- 1974: Lemmi und die Schmöker
- 1974: Der Macher oder Warten auf Godeau
- 1974: Jeder für sich und Gott gegen alle (Kinofilm)
- 1975: Rufzeichen
- 1976: Geburtstage
- 1976: Hans und Lene
- 1977: Prosperos Traum
- 1979: Protokoll eines Verdachts
- 1980: Der Schatz des Priamos
- 1981: Lapo erzählt… (eine Folge)